# Ома (район)
Ома (англ. Omagh District Council) — район, существовавший до 1 апреля 2015 года в Северной Ирландии в графстве Тирон.
В 2011 году планировалось объединить район с районом Фермана, однако в июне 2010 года Кабинет министров Северной Ирландии сообщил, что не может согласиться с реформой местного самоуправления и существующая система районов останется прежней в обозримом будущем.
С 1 апреля 2015 года объединен с районом Фермана в район Фермана-энд-Ома.